# حق رأی زنان در شیلی
حق رأی زنان در شیلی (انگلیسی: Women's suffrage in Chile) در سطح اشتراکی در سال ۱۹۳۵ و در سطح ملی در ۸ ژانویه ۱۹۴۹ معرفی شد که نتیجه یک دوره طولانی فعالیت بود که به سال ۱۸۷۷ بازمی‌گردد، زمانی که زنان اجازه حضور در دانشگاه را پیدا کردند، اصلاحاتی که شکل‌گیری جنبش زنان را تحریک کرد. حق رأی زنان اصلاحاتی بود که از دهه ۱۹۲۰ به‌طور فعال توسط سازمان‌های مختلف و جنبش طرفدار آزادی زنان شیلی ترویج شد.

## زمینه
فرمان آموناتگی (es:Decreto Amunátegui) در ۶ نوامبر ۱۸۷۷ نقطه شروعی برای مطالبه حق رأی زنان در شیلی در نظر گرفته می‌شود، زیرا زنان را قادر می‌ساخت تا تحصیلات دانشگاهی را انجام دهند. متخصصان پیشگام به تدریج در حوزه‌های مختلف ظهور کردند و به مفهوم حقوق زنان پرداختند. آنها شروع به تشکیل و رهبری سازمان‌های فمینیستی کردند که به دنبال احقاق حقوق اجتماعی، سیاسی و مدنی زنان بودند.
در سال ۱۸۷۵ توسط سن فیلیپ، اولین تلاش رسمی برای شرکت در انتخابات مردمی توسط گروهی از زنان انجام شد. آنها با این استدلال که قانون جنسیت رأی‌دهندگان را مشخص نکرده‌است، موافقت کردند که نام خود را در فهرست انتخابات ثبت کنند.
این هیئت ثبت نام سن فیلیپ بود که تصمیم گرفت با اکثریت آرا، نام دومیتیلا سیلوا و لپه را ثبت کند. این شهروند بیوه یکی از فرمانداران سابق همان استان بود. او شرایط تحمیل شده توسط قانون انتخابات ۱۸۷۴ را که عبارت بودند از: «شیلیایی بودن و سواد داشتن» را برآورده کرد.
اریکا مازا، نویسنده کتاب "کاتولیک، ضد روحانیت و گسترش حق رأی زنان در شیلی" اشاره می‌کند که به دلیل استدلال این هیئت ثبت، زنان بیشتری در مناطق دیگر کشور ثبت نام کردند. این موضوع در آثار ترزا پریرا و ژرمن اورزوآ والنزوئلا نیز بیان شده‌است.
شواهدی مبنی بر تمایل زنان به مشارکت، بحث‌های قابل توجهی را در طبقه سیاسی ایجاد کرد و به‌طور گسترده در مطبوعات آن زمان بازتاب داشت. با این حال، زنان در نهایت در قانون انتخابات مجاز به استفاده از این حق نبودند.

## قانون

### قانون انتخابات ۱۸۸۴
ماده ۴۰ شماره ۸ قانون انتخابات ۹ ژانویه ۱۸۸۴ تصریح کرد که زنان علیرغم داشتن شرایط مندرج در ماده ۳۹ نمی‌توانند برای رأی‌دهی ثبت نام کنند.

### قانون شماره ۵۳۵۷
در ۱۵ ژانویه ۱۹۳۴، رئیس‌جمهور آرتورو آلساندری قانون شماره ۵۳۵۷ را که به زنان اجازه می‌دهد در انتخابات شهرداری شرکت کنند، ابلاغ کرد.

### قانون حق رأی زنان
در سال ۱۹۴۱، جنبش رهایی زنان در شیلی (MEMCH) لایحه ای برای حق رأی جهانی پیشنهاد کرد. این پیش نویس توسط النا کافارنا (en:Elena Caffarena) (به عنوان حقوقدان) و فلور هردیا (دانشجوی حقوق) و با تکیه بر حمایت رئیس‌جمهور پدرو آگویر سردا (en:Pedro Aguirre Cerda) تهیه شد. این پیشنهاد به کنگره فرستاده شد، اما به دلیل مرگ نابهنگام رئیس‌جمهور هرگز به تصویب نرسید. این رویداد رسیدگی به این لایحه را متوقف کرد.

## فدراسیون مؤسسات زنان شیلی
این پروژه در سال ۱۹۴۴، سالی که اولین کنگره ملی زنان در سانتیاگو برگزار شد، دوباره قوت گرفت و فدراسیون مؤسسات زنان شیلی (FECHIF) را به وجود آورد: نهادی که به سازماندهی مطالبات علیه هرگونه تبعیض علیه زنان اختصاص داشت، که در آن زمان نماینده ۵۱ درصد از رأی‌دهندگان بالقوه بود. راهبردهای به دست آوردن حق رأی بر اعمال فشار بر اعضای پارلمان که بین سازمان‌های مختلف زنان به دست آمده بود متمرکز بود.
در سال ۱۹۴۶، FECHIF با رسیدن گابریل گونزالس ویدلا رادیکال به ریاست جمهوری، به شدت تضعیف شد. تنش ناشی از جنگ سرد و موضع ضد کمونیستی رئیس‌جمهور جدید باعث فروپاشی بزرگ در FECHIF شد. این رخداد زمانی اتفاق افتاد که نمایندگان حزب رادیکال بدون اکثریت مطلق و بدون حضور جنبش رهایی زنان در شیلی به اخراج هواداران حزب کمونیست رأی دادند. بدون حضور کمونیست‌ها در فدراسیون، جنبش رهایی زنان در شیلی با محکوم کردن اخراج خودسرانه هواداران تصمیم به عقب‌نشینی گرفت.

### قانون شماره ۹۲۹۲
در ۸ ژانویه ۱۹۴۹، رئیس‌جمهور گابریل گونزالس ویدلا قانون شماره ۹۲۹۲ را تصویب کرد که به زنان اجازه می‌داد در انتخابات ریاست جمهوری و پارلمانی شرکت کنند و اداره ثبت نام را به ثبت نام انتخابات مردان و ثبت نام انتخابات زنان جدا می‌کند.